# Ravine Figuier
Pour les articles homonymes, voir Figuier (homonymie).
La ravine Figuier est un cours d'eau de Guadeloupe situé en Basse-Terre au hameau de Baille-Argent appartenant à Pointe-Noire.

## Géographie
La ravine figuier prend sa source entre le Piton Grand Fond et le Piton Baille-Argent à environ 523 m d'altitude. Elle s'écoule jusqu'à la mer des Caraïbes après un cours d'un peu moins de 4 km et se jette dans l'anse de Baille-Argent.  